# Los hermanos Martínez
Los Hermanos Martínez es el nombre de un dueto colombiano, de Santander conformado por los hermanos Jaime y Mario Martínez Jiménez.
A lo largo de su trayectoria artística han grabado alrededor de 30 discos.

## Reconocimientos
Además de un disco de oro por su álbum "Los Guaduales", el dueto ha recibido varias distinciones especiales a lo largo de su existencia, otorgadas por diversas instituciones colombianas:
- Orden del Bunde.
- Mejor dueto musical de Colombia.
- Tiple Faraón de Oro.
- Condecoración al ciudadano meritorio.
- Condecoración Mono Núñez.

La música Colombiana está de luto se ha ido otro grande de la música Andina Colombiana, el maestro Jaime Martínez, Integrante del Dueto los Hermanos Martínez. 
Jaime Martínez era la primera voz de este dueto, nació en San Gil ,un 25 de octubre de 1935, Guitarrista por excelencia, y de una herencia familiar musical Norte Santandereana.
Los Hermanos Martínez empezaron hacer historia en Colombia hace 52 años cuando se formó el dúo, tiendo como segunda voz y tiple a su hermano Mario, se han distinguido por hacer grabaciones de los maestros José A Morales y Jorge Villamil.
Jaime Martínez y Mario comenzaron en la música mucho antes de la creación del dueto. Ellos integraron Nocturnal Colombiano, dirigida por el maestro Oriol Rangel; destacamos la actuación importante junto al maestro Jaime Llano Gonzales.
Según el Dr. Albero Borda Carranza, Director de Cultura del Departamento de Cundinamarca, y director del programa de Música Colombiana ¨Amor A Colombia ABC¨, ¨La muerte de Jaime está marcada por una tristeza muy honda y ha dejado un vacío inmenso en nuestra querida música colombiana, Jaime contaba con una gran riqueza musical llena de sentimiento, se destacó por ser gran médico; con su fallecimiento Colombia pierde un integrante de uno de los dúos más importantes de los que siguieron la senda de Garzón Y Collazos.
Los hermanos ha recibido muchos reconocimientos, entre los cuales podemos destacar: Orden del Bunde, Mejor dueto musical de Colombia, Tiple Faraón de Oro, Condecoración al ciudadano meritorio, Condecoración Mono Núñez. 
En el 2007 se le rindió un homenaje ‘Historia de un tiple y un violín’, al dueto, con ocasión de sus 50 años dedicados a la difusión del folclore colombiano, con un concierto en el cual asistieron el dueto conformado por Jaime y Mario Martínez, Jaime Llano González, Ruth Marulanda, Teresita Gómez, Jaime Moreno, José Luis Martínez, Mario Martínez Pinzón, Enrique Collazos y Henry Cuevas, entre otros.
Jaime Martínez Murió en Bogotá a los 74 años de edad, a raíz de un ataque cardiaco sufrido semanas atrás.
Por : Carlos Amaya. Productor Cadena Super De Colombia